# 楠木早紀
楠木 早紀（くすのき さき、1989年5月8日 - ）は、日本の競技かるた選手（六段）。大分県中津市出身。

## 来歴
競技かるたとの出会いは、小学3年生の夏休みにいとこが通うかるた教室に付き合わされたことがきっかけで、その先生から「百首おぼえたら初心者大会に連れて行く」と言われていとこと競い合って記憶し、大会に優勝した結果家族が喜ぶ姿を見て続けることになったという。父親は楠木に才能を感じて毎日練習をした。小学校卒業前にすでにジュニアクラスの大会では誰も相手にならず、大人の大会に出場していた。
中学1年生でA級優勝まで進んだが、中学2年生の時にはクイーン西日本予選に1回戦で敗退、強く指導してきた父親が悔しがる姿に「周囲のためにやっているのではない」と違和を覚え、3年生のクイーン予選の前には父に出たくないと訴えて「負けたらやめてもよいから」と涙ながらの返事を受けて出場した。西日本予選の決勝の相手が前年敗退した選手で、最後に両者1枚ずつの局面から勝ったことで「神様からかるたを続けなさいと言われている」と感じ、一転して競技に打ち込んだ。2005年1月8日に滋賀県大津市の近江神宮で開催された第49期クイーン位決定戦に中津市立緑ヶ丘中学校の3年時に出場し、荒川裕理（六段・当時）を破り史上最年少の15歳でクイーンとなる。大分県立中津南高等学校に進学後はかるた部を立ち上げ、創部2年目にして全国高等学校小倉百人一首かるた選手権大会団体戦優勝に導いた。
その後も連覇を続けた楠木は立命館大学産業社会学部に進学。1回生として在学中の2009年1月10日に行われた第53期クイーン位決定戦で勝利。5連覇を達成すると共に史上最年少で3人目の永世クイーンとなる。その後も連覇は途絶えることなく、2013年1月の大会で9連覇を達成。近江神宮のWebサイトでは史上最年少クイーン獲得と、それ以降の活躍をもって「鮮やかに楠木時代の到来を告げた」と評されている。
福岡教育大学教職大学院在籍中の2014年1月11日、第58期クイーン位決定戦で10連覇を達成した。同年9月、第59期クイーン位決定戦への出場辞退を承認された。
大学院修了後は2014年4月から福岡県で小学校の教員となった（2016年時点は豊前市で勤務）が、この背景には高校時代にかるたクイーンとして各地の小学校に講演に招かれた際に生徒たちが「すごく素直に何でも吸収する」姿を見て自分の経験を伝えたいと考えたことがあったと述べている。

## 著書
- 瞬間の記憶力　競技かるたクイーンのメンタル術（PHP新書、2012年）